# Estado islámico

Organización de los distintos Estados con población de mayoría musulmana:
Estados islámicos
Estados confesionales cuya religión oficial es el islam
Estado laico

Un Estado islámico es aquel Estado confesional cuyo fundamento de autoridad está en la ley islámica (sharía). Desde los primeros años del islam, numerosos gobiernos han sido considerados como «islámicos», comenzando por el califato que el propio Mahoma estableció y los subsecuentes territorios gobernados por sus sucesores.
Sin embargo, el término de «Estado islámico» ha tomado una connotación específica moderna desde el siglo xviii, siendo promovido por ideólogos como Abul Ala Maududi, Ruhollah Jomeini, Israr Ahmed o Sayyid Qutb. Como los primeros califatos, están enraizados en los principios de la ley islámica, pero, a diferencia de estos, los Estados islámicos modernos pueden incorporar nociones políticas como el sistema parlamentario, la soberanía popular o la organización de elecciones.
Actualmente, muchos países musulmanes han incorporado la ley islámica, totalmente o en parte, a sus sistemas legales. Algunos recogen el islam como la religión de Estado en la Constitución, pero no aplican la ley islámica en sus cortes. Los Estados islámicos pueden ser monarquías o repúblicas islámicas.
Actualmente, se definen constitucionalmente como "Estados Islámicos" Pakistán (desde 1956), Mauritania (1958), e Irán (1979), así como Libia en su Constitución provisional de 2011. El número de Estados que recogen el islam como religión del Estado es mayor.